# Djurgården
Djurgården je otok u središtu Stockholma u Švedskoj.
Djurgården je dom povijesnih građevina i spomenika, muzeja, galerija, zabavnoga parka Gröna Lund, muzeja na otvorenom Skansen, maloga stambenoga prostora Djurgårdsstaden, luke za jahte, šuma i livada.
To je jedno od omiljenih mjesta stanovnika Stockholma za rekreaciju. Također je i turističko odredište. Godišnje ga posjeti više od 10 milijuna posjetitelja, od kojih oko 5 milijuna posjetitelja dolaze u posjet muzejima i zabavnom parku.
Od 15. stoljeća, švedski monarh posjeduje Djurgarden. Danas se to pravo ostvaruje preko uprave „Kraljevski Djurgarden“ koja je dio Kraljevskog suda Švedske.